# Radostín (Sychrov)
Radostín (německy Radostin) je malá vesnice, část obce Sychrov v okrese Liberec. Nachází se asi jeden kilometr severozápadně od Sychrova. Radostín leží v katastrálním území Radostín u Sychrova o rozloze 6,5 km². V katastrálním území Radostín u Sychrova leží i Sedlejovice, Sychrov, Třtí a Vrchovina.

## Historie
První písemná zmínka o vesnici pochází z roku 1543.

## Ozdravovna
V letech 1930–1931 byla v obci postavena Ozdravovna Radostín podle projektu architekta Ladislava Kozáka